# Macrobiotus
Macrobiotus to rodzaj niesporczaków, składający się z około 100 gatunków.

## Gatunki
Rodzaj obejmuje następujące gatunki:
- Macrobiotus acadianus(inne języki) (Meyer & Domingue, 2011)
- Macrobiotus almadai(inne języki) Fontoura, Pilato & Lisi, 2008
- Macrobiotus alvaroi(inne języki) Pilato & Kaczmarek, 2007
- Macrobiotus anderssoni(inne języki) Richters, 1907
- Macrobiotus andinus(inne języki) Maucci, 1988
- Macrobiotus anemone(inne języki) Meyer, Domingue & Hinton, 2014
- Macrobiotus annewintersae(inne języki) Vecchi & Stec, 2021
- Macrobiotus ariekammensis(inne języki) Węglarska, 1965
- Macrobiotus azzunae(inne języki) Ben Marnissi, Cesari, Rebecchi & Bertolani, 2021
- Macrobiotus basiatus Nelson, Adkins Fletcher, Guidetti, Roszkowska, Grobys & Kaczmarek, 2020
- Macrobiotus biserovi(inne języki) Bertolani, Guidi & Rebecchi, 1996
- Macrobiotus caelestis(inne języki) Coughlan, Michalczyk & Stec, 2019
- Macrobiotus caelicola(inne języki) Kathman, 1990
- Macrobiotus canaricus(inne języki) Stec, Krzywański & Michalczyk, 2018
- Macrobiotus caymanensis(inne języki) Meyer, 2011
- Macrobiotus crenulatus(inne języki) Richters, 1904
- Macrobiotus crustulus Stec, Dudziak & Michalczyk, 2020
- Macrobiotus dariae(inne języki) Pilato & Bertolani, 2004
- Macrobiotus deceptor(inne języki) Meyer, Hinton, Gladney & Klumpp, 2017
- Macrobiotus denticulus(inne języki) Dastych, 2002
- Macrobiotus diversus(inne języki) Biserov, 1990
- Macrobiotus drakensbergi(inne języki) Dastych, 1993
- Macrobiotus dulciporus Roszkowska, Gawlak, Draga & Kaczmarek, 2019
- Macrobiotus echinogenitus(inne języki) Richters, 1903
- Macrobiotus engbergi Stec, Tumanov & Kristensen, 2020
- Macrobiotus furcatus(inne języki) Ehrenberg, 1859
- Macrobiotus glebkai(inne języki) Biserov, 1990
- Macrobiotus grandis(inne języki) Richters, 1911
- Macrobiotus halophilus(inne języki) Fontoura, Rubal & Veiga, 2017
- Macrobiotus hannae(inne języki) Nowak & Stec, 2018
- Macrobiotus horningi(inne języki) Kaczmarek & Michalczyk, 2017
- Macrobiotus hufelandi(inne języki) C.A.S. Schultze, 1834
- Macrobiotus humilis(inne języki) Binda & Pilato, 2001
- Macrobiotus hyperboreus(inne języki) Biserov, 1990
- Macrobiotus iharosi(inne języki) Pilato, Binda & Catanzaro, 1991
- Macrobiotus insularis(inne języki) Pilato, 2006
- Macrobiotus joannae(inne języki) Pilato & Binda, 1983
- Macrobiotus julianae(inne języki) (Meyer, 2012)
- Macrobiotus kamilae Coughlan & Stec, 2019
- Macrobiotus kazmierskii(inne języki) Kaczmarek & Michalczyk, 2009
- Macrobiotus kirghizicus(inne języki) Tumanov, 2005
- Macrobiotus kristenseni(inne języki) Guidetti, Peluffo, Rocha, Cesari & Moly de Peluffo, 2013
- Macrobiotus kurasi(inne języki) Dastych, 1981
- Macrobiotus lazzaroi(inne języki) Maucci, 1986
- Macrobiotus lissostomus(inne języki) Durante Pasa & Maucci, 1979
- Macrobiotus longipes(inne języki) Mihelčič, 1971
- Macrobiotus macrocalix(inne języki) Bertolani & Rebecchi, 1993
- Macrobiotus maculatus Iharos, 1973
- Macrobiotus madegassus(inne języki) Maucci, 1993
- Macrobiotus magdalenae(inne języki) Pilato, 1974
- Macrobiotus margoae Stec, Vecchi & Bartels, 2021 in Stec et al. 2021
- Macrobiotus marlenae(inne języki) Kaczmarek & Michalczyk, 2004
- Macrobiotus martini(inne języki) Bartels, Pilato, Lisi & Nelson, 2009
- Macrobiotus modestus(inne języki) Pilato & Lisi, 2009
- Macrobiotus naskreckii(inne języki) Bąkowski, Roszkowska, Gawlak & Kaczmarek, 2016
- Macrobiotus nebrodensis Pilato, Sabella, D'Urso & Lisi, 2017
- Macrobiotus nelsonae(inne języki) Guidetti, 1998
- Macrobiotus noemiae(inne języki) Roszkowska & Kaczmarek, 2019
- Macrobiotus noongaris Coughlan & Stec, 2019
- Macrobiotus norvegicus(inne języki) Mihelčič, 1971
- Macrobiotus occidentalis(inne języki) Dastych, 1974
- Macrobiotus occidantalus(inne języki) Murray, 1910
- Macrobiotus ocotensis(inne języki) Pilato, 2006
- Macrobiotus pallarii(inne języki) Maucci, 1954
- Macrobiotus papei Stec, Kristensen & Michalczyk, 2018
- Macrobiotus patagonicus(inne języki) Maucci, 1988
- Macrobiotus paulinae(inne języki) Stec, Smolak, Kaczmarek & Michalczyk, 2015
- Macrobiotus persimilis(inne języki) Binda & Pilato, 1972
- Macrobiotus personatus(inne języki) Biserov, 1990
- Macrobiotus pisacensis(inne języki) Kaczmarek, Cytan, Zawierucha, Diduszko & Michalczyk, 2014
- Macrobiotus polonicus Pilato, Kaczmarek, Michalczyk & Lisi, 2003
- Macrobiotus polyopus(inne języki) Marcus, 1928
- Macrobiotus polypiformis(inne języki) Roszkowska, Ostrowska, Stec, Janko & Kaczmarek, 2017
- Macrobiotus porifini(inne języki) Kuzdrowska, Mioduchowska, Gawlak, Bartylak, A. Kepel, M. Kepel & Kaczmarek, 2021
- Macrobiotus primitivae(inne języki) de Barros, 1942
- Macrobiotus psephus(inne języki) du Bois-Reymond Marcus, 1944
- Macrobiotus pseudofurcatus(inne języki) Pilato, 1972
- Macrobiotus pseudopallarii Stec, Vecchi & Michalczyk, 2021 in Stec et al. 2021
- Macrobiotus punctillus(inne języki) Pilato, Binda & Azzaro, 1990
- Macrobiotus ragonesei(inne języki) Binda, Pilato, Moncada & Napolitano, 2001
- Macrobiotus ramoli(inne języki) Dastych, 2005
- Macrobiotus rawsoni(inne języki) Horning, Schuster & Grigarick, 1978
- Macrobiotus recens(inne języki) Cuénot, 1932
- Macrobiotus ripperi Stec, Vecchi & Michalczyk, 2021 in Stec et al. 2021
- Macrobiotus rybaki(inne języki) Stec & Vecchi, 2021 in Vecchi & Stec 2021
- Macrobiotus sandrae(inne języki) Bertolani & Rebecchi, 1993
- Macrobiotus santoroi(inne języki) Pilato & D'Urso, 1976
- Macrobiotus sapiens(inne języki) Binda & Pilato, 1984
- Macrobiotus scoticus(inne języki) Stec, Morek, Gąsiorek, Blagden & Michalczyk, 2017
- Macrobiotus semmelweisi(inne języki) Pilato, Binda & Lisi, 2006
- Macrobiotus serratus(inne języki) Bertolani, Guidi & Rebecchi, 1996
- Macrobiotus seychellensis(inne języki) Biserov, 1994
- Macrobiotus shonaicus(inne języki) Stec, Arakawa & Michalczyk, 2018
- Macrobiotus sottilei(inne języki) Pilato, Kiosya, Lisi & Sabella, 2012
- Macrobiotus terminalis(inne języki) Bertolani & Rebecchi, 1993
- Macrobiotus trunovae(inne języki) Biserov, Pilato & Lisi, 2011
- Macrobiotus vladimiri(inne języki) Bertolani, Biserov, Rebecchi & Cesari, 2011
- Macrobiotus wandae(inne języki) Kayastha, Berdi, Miaduchowska, Gawlak, Łukasiewicz, Gołdyn & Kaczmarek, 2020
- Macrobiotus wuyishanensis(inne języki) P. Zhang & X.-Z. Sun, 2014
- Macrobiotus yunshanensis(inne języki) Yang, 2002